# Pesta (oraș)

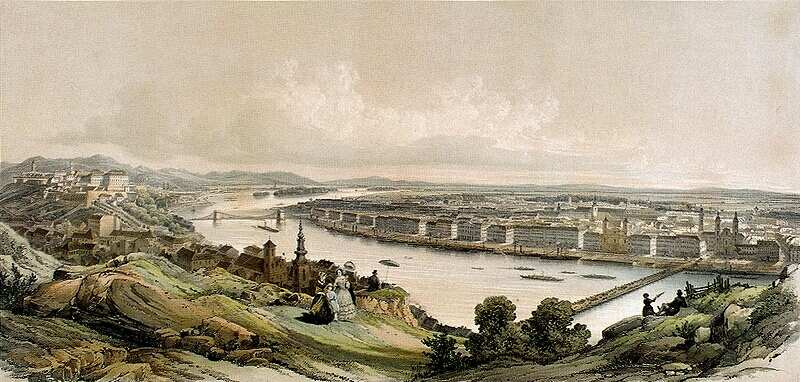
Pesta văzută din cetatea Buda în anul 1853

Pesta (în maghiară Pest, pronunțat ˈpɛʃt, în germană Pesth) a fost un oraș în Regatul Ungar, situat pe malul estic al Dunării, în partea opusă cetății Buda. A fost unul din orașele care s-au unit în 1873, la formarea noii capitale Budapesta. În secolul al XIX-lea Buda și Pesta au fost menționate ca Pest-Buda.
Teritoriul orașului Pesta înainte de unificare este corespunzător sectoarelor V., VI., VII., VIII., IX., X., XIII. și XIV. de azi ale Budapestei.

## Originea numelui

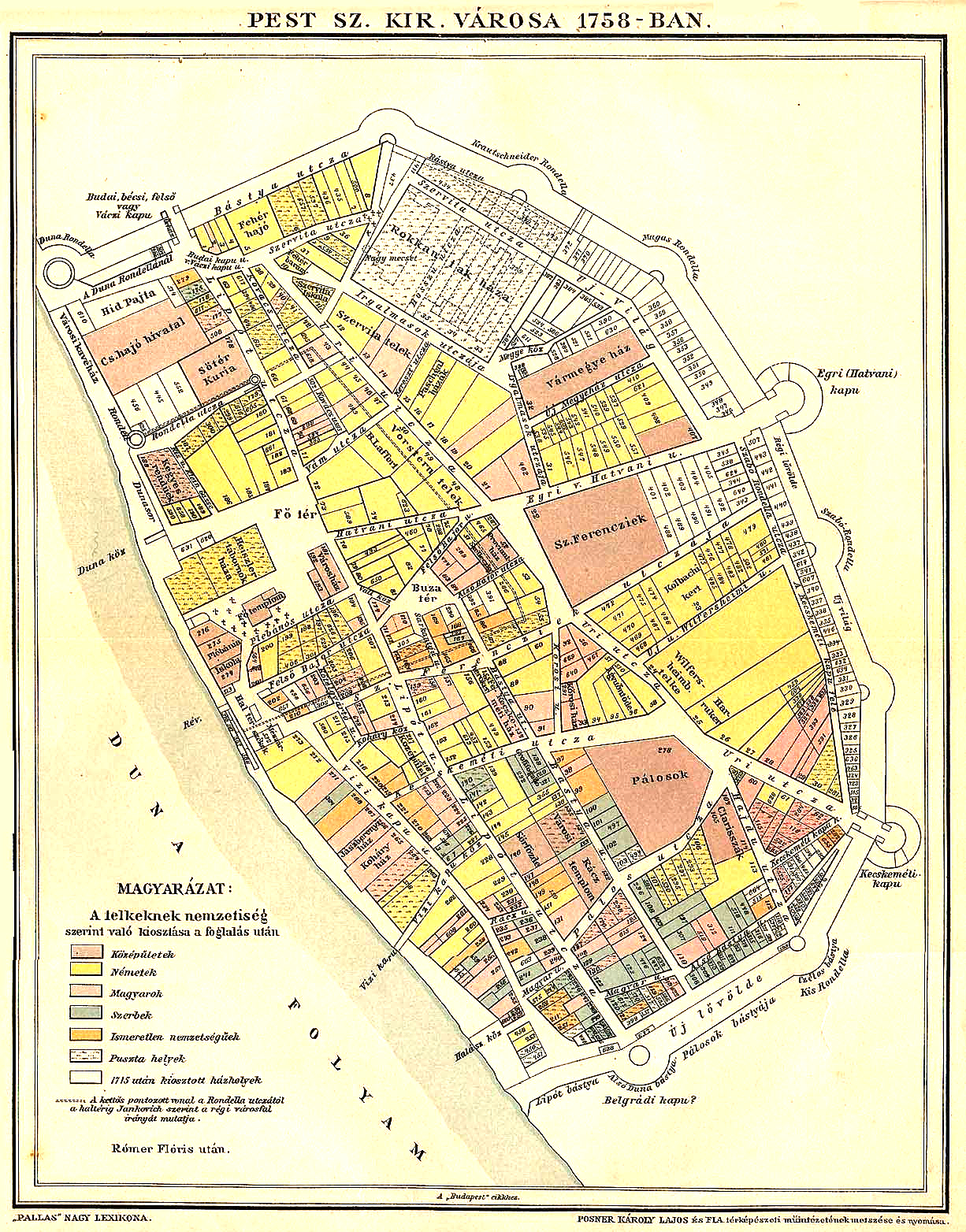
Harta Pestei la 1758

În legătură cu originea numelui orașului Pesta există două teorii. 
Una din ipoteze susține că numele are origini din perioada descălecatului, și ar avea legătură cu cuvântul de origine slavă "peșteră", din pricina peșterii cu ape termale aflată în Muntele Gellért, situat tocmai pe partea cealaltă a Dunării, în Buda. După cealaltă ipoteză cuvântul pest se referă la cuptoarele slavilor situate în vechime în zona dintre Muntele Gellért și cartierul Tabán (de azi). Aceste cuptoare, numite „peci” erau folosite la arderea cărămizii și a țiglei. Cuvântul pest este folosit și astăzi pentru astfel de cuptoare în anumite zone locuite de maghiari, de exemplu la secui).
Numele Pest a mai apărut și în malte contexte geografice, de pildă vechiul nume al Muntelui Gellért a fost Muntele Pest, iar la poalele muntelui, un vad s-a numit Pest-rév (=vadul Pesta). Ulterior a primit acest nume și orașul din partea estică a Dunării.
Numele german al Budei Ofen, are origini similare, însemnând tot „cuptor”, sau grotă în dialecte sud-germane. Interesant este faptul, că un document din înaintea invaziei tătare pomenește Pesta sub denumirea Ofen, iar în secolul următor germanii au folosit această denumire pentru Buda.

## Istoric

### Antichitatea
Prima dată s-a aflat o așezare a celților, mai târziu în timpul Imperiului Roman a fost înființat aici o fortăreață împotriva barbarilor, numită Contra-Aquincum, a cărul ruine se găsesc în sectorul al V-lea din Budapesta, în zona Pieței 15 Martie (Március 15. tér).
După destrămarea Imperiului Hunilor, zona a fost cucerită de avari. Maghiarii au apărut prima dată în jurul anilor 880.

### De la cucerirea maghiară până la ocupația otomană
Prima atestare a orașului cu numele Pest, este din 1148. În perioada secolul XI-secolul XIII Pesta a devenit un important centru comercial, având o populație majoritară slavă și bulgară, dar încet schimbându-se în majoritate germană. Din secolul XII este fortificată cu zid, în 1230 primește diplomă de la Andrei al II-lea, devenind astfel oraș liber.  Este distrus în timpul invaziei tătare, dar a fost reconstruit foarte repede.

### În timpul ocupației otomane

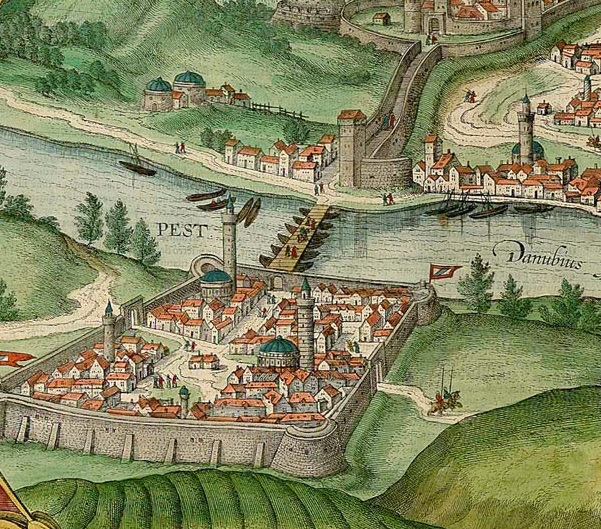
Pesta în perioada otomană, cu bisericile transformate în moschei

În perioada ocupației otomane Pesta a pierdut repede importanța comercială anterioară.
La 2 septembrie 1686, după mai multe încercări eșuate, Habsburgii, cu conducerea lui Carol al V-lea de Lorena au eliberat orașele Pesta și Buda, dar cu prețul distrugerii celor două orașe și cu moartea aproape în totalitate a populației.

### De la eliberarea de sub ocupația otomană până la unificare
Orașele Buda și Pesta s-au refăcut cu rapiditate după ocupație, dar și-au recuperat drepturile abia după 20 de ani. În 1773 a fost ales primul primar al orașului. În secolul XVIII locuitorii celor două orașe (Pesta și Buda) erau în jur de 20-24.000 persoane, iar după 100 de ani numărul lor ajunsese deja la 150.000. În această perioadă Pesta, mulțumită comercianților greci, sârbi și evrei, a ajuns centrul comercial al țării. Componența etnică a populației era foarte diversă, cuprinzând numeroși germani, maghiari, sârbi, evrei și în procent mai mic greci, aromâni, și slovaci. În această perioadă populația Pestei era dublul populației din Buda.  
În martie 1838 o mare parte a Pestei a fost inundată de Dunăre; actuala înfățișare a Pestei se datorează reconstrucției de după aceste inundații.

## Populația
- 1715: ca. 2.500 de locuitori, dintre care 55,6 % germani, 19,4 % maghiari, 2,2 % slovaci ș.a.
- 1776: ca. 13.000 locuitori, în majoritate germani
- 1780: ca. 16.000 locuitori, în majoritate germani
- 1799: ca. 29.000 locuitori, în majoritate germani
- 1810: ca. 35.000 locuitori, în majoritate germani
- 1829: 62.471 locuitori, dintre care ca. 59.000 germani, 1.200 maghiari, 1.200 slovaci, 650 sârbi, 259 greci și 100 români[1]
- 1840 (după marea inundație): 66.000 locuitori
- între 1847–1851: 106.000 locuitori

## Oameni celebri

### Născuți la Pesta
- La 4 mai 1829 Károly Kamermayer, primul primar al Budapestei
- La 8 aprilie 1837 Alajos Au, compozitor;
- Tivadar Puskás (1844 - 1893), inventator;
- La 30 octombrie 1855 Károly Aggházy, compozitor, pianist, pedagog.
- La 2 mai 1860 Theodor Herzl, scriitor, politician.
- La 23 septembrie 1870 Elemér Székács növénynemesítő.
- La 16 decembrie 1871 Károly Jordán matematician, membru al MTA.

### Decedați la Pesta
- Hans Gasser sculptor și pictor austriac (1868)
- János Hild, tatăl celebrului József Hild (11 martie 1811)
- Mór Jókai, scriitor
- Mihály Mosonyi
- Pál Vásárhelyi